# ライオネル・ドーソン＝デイマー (第4代ポータリントン伯爵)

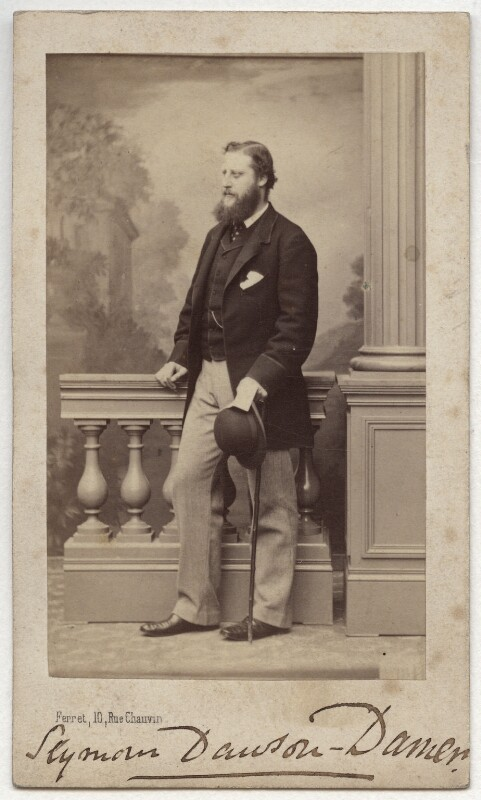
1860年代の肖像写真。

第4代ポータリントン伯爵ライオネル・シーモア・ウィリアム・ドーソン＝デイマー（英語: Lionel Seymour William Dawson-Damer, 4th Earl of Portarlington、1832年4月7日 – 1892年12月17日）は、イギリスの政治家、軍人、アイルランド貴族。庶民院議員（在任：1857年 – 1865年、1868年 – 1880年）を務めた。

## 生涯
ジョージ・ライオネル・ドーソン＝デイマー閣下（1788年10月28日 – 1856年4月14日、初代ポータリントン伯爵ジョン・ドーソンの三男）と妻メアリー・ジョージアナ・エマ（Mary Georgiana Emma、ヒュー・シーモア卿の娘）の息子として、1832年4月7日に生まれ、5月8日にブライトンで洗礼を受けた。1846年ごろから1849年までイートン・カレッジで教育を受けた。

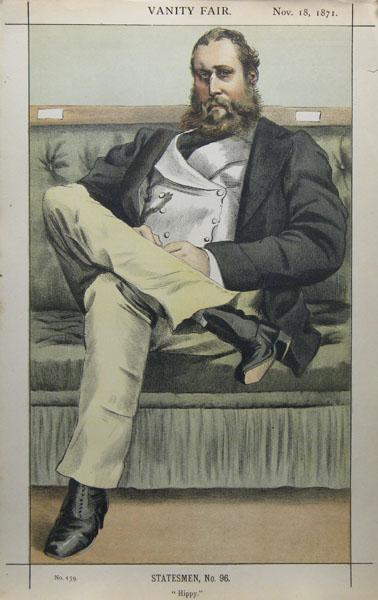
『バニティ・フェア』1871年11月18日号におけるカリカチュア、ジェームズ・ティソ画。

1849年1月23日、スコッツガーズの連隊少尉および陸軍中尉への辞令を購入して入隊した。1854年7月14日、連隊中尉および陸軍大尉に昇進した。クリミア戦争でアルマ川の戦い、インケルマンの戦いに参戦した後、1856年1月に陸軍から引退した。同年4月7日、ドーセット・ヨーマンリー連隊のコルネット（騎兵少尉）に任命された。1858年4月20日、中尉に昇進した。1871年11月29日、ヨーマンリー連隊での軍職を辞した。
1857年12月12日、クイーンズ・カウンティ（現リーシュ県）の副統監に任命された。庶民院では1857年から1865年までと1868年から1880年までポータリントン選挙区の代表として議員を務めた。
1889年3月1日に伯父ヘンリーの息子ヘンリー・ジョン・リューベンが死去すると、ポータリントン伯爵位を継承した。
1892年12月17日にボーンマスで死去、ドーセット州ケイムで埋葬された。長男ジョージ・ライオネル・ヘンリー・シーモアが爵位を継承した。

## 家族
1855年4月19日、ハリエット・リディア・モンタギュー（Harriet Lydia Montague、1829年7月23日 – 1894年11月23日、第6代ロークビー男爵ヘンリー・モンタギューの娘）と結婚、2男1女をもうけた。
- ジョージ・ライオネル・ヘンリー・シーモア（1858年8月19日 – 1900年8月31日） - 第5代ポータリントン伯爵[1]
- メアリー・フランシス・シーモア（Mary Frances Seymour、1860年7月26日 – 1895年2月24日） - 1880年7月21日、アルジャーノン・ヘンリー・ミルズ閣下（Hon. Algernon Henry Mills、1856年2月13日 – 1922年10月21日、初代ヒリンドン男爵チャールズ・ヘンリー・ミルズ（英語版）の次男）と結婚、子供あり[10]
- モンタギュー・フランシス・ビーチャム・シーモア（Montagu Francis Beauchamp Seymour、1864年10月1日 – 1898年3月24日） - 1896年2月5日、マーガレット・スターリング・マクロード（Margaret Stirling MacLeod、1951年6月18日没[11]、トマス・マクロードの娘）と結婚、1女をもうけた[10]